# Gnosticismo cristiano
Lo gnosticismo cristiano fu un movimento di carattere esoterico ed occulto, originatosi in seno al cristianesimo delle origini e sviluppatosi ad Alessandria d'Egitto nel II-III secolo.

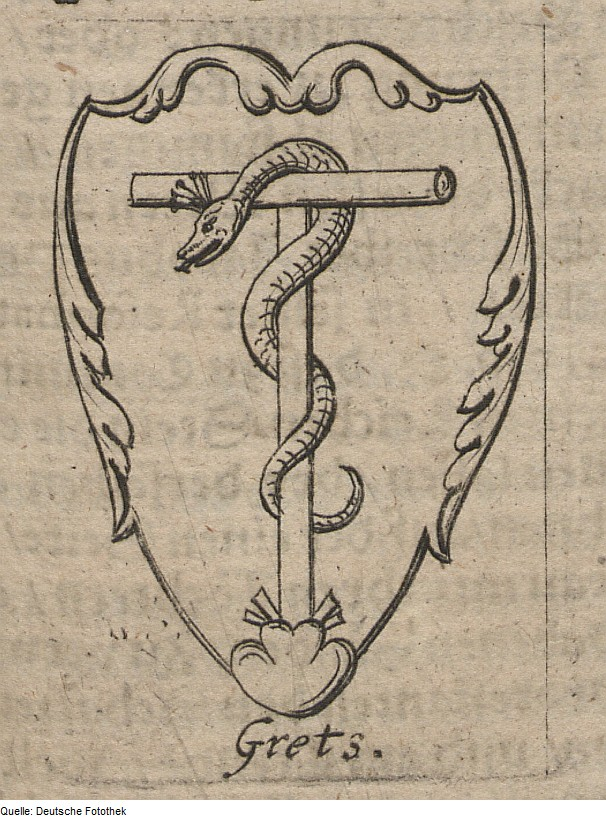
La croce a "tau" sormontata da un serpente, simbolo della conoscenza occulta nel cristianesimo gnostico.

Essendo una dottrina inconciliabile ed antitetica all'ortodossia teologica prevalente nelle altre principali sedi apostoliche del cristianesimo antico (Roma, Antiochia, Gerusalemme e Costantinopoli), fu stigmatizzata come eretica. Lo gnosticismo cristiano è stato sviluppato in un'ampia antologia di scritti e trattati filosofici a partire dagli pseudo epigrafici Vangeli gnostici.

## Caratteristiche
Tale forma di pensiero filosofico-religioso si formò ad Alessandria d'Egitto, città cosmopolita dell'Impero romano, dove esistevano scuole teologiche pagane (neoplatonismo), cristiane ed ebraiche. Dall'assorbimento dello gnosticismo all'interno della teologia cristiana nacque la nuova dottrina. Infatti, secondo la «gnosi cristiana», la salvezza dipende da una forma di conoscenza superiore e illuminata (gnosi), frutto del vissuto personale nella ricerca della Verità.
In generale, gli gnostici tendevano ad identificare il Dio dell'Antico Testamento con la potenza inferiore del malvagio Demiurgo (Satana), creatore di tutto il mondo materiale, e il Dio neotestamentario con l'Eone perfetto ed eterno, il generatore degli eoni Cristo e Sophia (lo Spirito Santo), secondo alcune correnti gnostiche incarnati sulla Terra rispettivamente come Gesù e Maria Maddalena. Dalla concezione docetica insita in gran parte delle religioni gnostiche deriverebbe poi il rifiuto della resurrezione del corpo di Gesù, poiché, dopo la sua morte, egli sarebbe tornato sulla Terra solo nella sua forma divina, liberato dal corpo materiale.
Tutte queste convinzioni contrastavano fortemente con l'ortodossia del cristianesimo che andava formandosi in quei primi secoli nei principali centri teologici (Antiochia, Costantinopoli e Roma). 
Fu quindi inevitabile che le dottrine gnostiche, che in un primo tempo si erano diffuse anche all'interno del cristianesimo, incontrassero l'opposizione delle altre comunità e fossero considerate eretiche. In Europa l'accentuarsi delle tensioni e la forte presa che le religioni gnostiche avevano sul popolo, specie sulla gente povera, portarono col tempo alle crociate, con il conseguente sterminio delle varie comunità gnostiche (Albigesi, Ofiti, ecc.). Alcuni aspetti dello gnosticismo (come l'aspetto ascetico) divennero comunque parte integrante del patrimonio della Chiesa, anche se principalmente nel Vicino Oriente.
L'unica comunità religiosa di origine gnostica tuttora esistente è quella dei Mandei (o «Cristiani di san Giovanni»). Tracce della loro esistenza si trovano in documenti risalenti al III secolo.
Nel ricostruire la storia del movimento, Marcello Craveri indica come fondatore in senso proprio dello gnosticismo cristiano Clemente Alessandrino, che nell'anno 190 diede inizio a una serie di lezioni al Didaskaléion o Scuola di Alessandria, fondata da Panteno appositamente per la formazione degli aspiranti cristiani (catecumeni). Secondo Clemente, il termine gnosis va interpretato non tanto nel significato di "conoscenza razionalmente intesa", ma piuttosto come "illuminazione della mente data dalla fede". Egli delinea una sorta di progressivo avanzamento dell'umanità, nel cammino verso la conoscenza, per cui, come in passato i Greci si affidavano alla filosofia e gli Ebrei alla legge mosaica, così i Cristiani si affidano alla fede o "accettazione incondizionata della verità rivelata" (Craveri, L'eresia, p. 23). La visione di Clemente, ridimensionando il contributo della filosofia su basi razionali, creò i presupposti per il concetto medievale di essa come "ancella della teologia".
La dottrina gnostica di matrice alessandrina ebbe quindi un ulteriore sviluppo con Origene, discepolo di Clemente e suo successore nella cattedra al Didaskaléion, noto anche per le travagliate vicende biografiche, che lo videro addirittura scomunicato, allontanato dal sacerdozio e dalla stessa diocesi di Alessandria e tacciato di eresia. Aperta una nuova scuola a Cesarea, Origene sviluppò soprattutto una concezione estremamente originale della Trinità, alternativa a quella successivamente dogmatizzata dalla Chiesa romana. La spiegazione di Origene delle tre persone trinitarie le colloca infatti non sullo stesso piano, in orizzontale, bensì in verticale, come tre aspetti di Dio l'uno discendente dall'altro ed emanati dall'unità primaria: "un Dio unico [il Padre], che emanava e rendeva visibile il proprio lògos, cioè il proprio pensiero [Gesù Cristo, il Figlio], e tramite questo esercitava il proprio influsso, il proprio spirito santificante", sintetizza Craveri. Non va dimenticato il tentativo da parte di Origene di tutelare il monoteismo cristiano da suggestioni legate all'idea pagana di "triadi divine", quali, ad esempio, la terna Zeus-Poseidone-Ade o ancora la triplice forma di Ecate o le tre Parche o la Triade capitolina.

## Visione gnostica della creazione
Gran parte delle religioni cristiano-gnostiche teorizzavano che da Dio Primo Eone fossero state generate più coppie di eoni composte sempre da un eone maschile e uno femminile. Da qui dunque la natura sia maschile che femminile di Dio (Dio inteso come Madre e come Padre assieme). Dio e gli eoni nel loro complesso formavano il Pleroma.
Gli eoni dunque rappresentano le varie emanazioni del Dio primo, noto anche come l'Uno, la Monade, Aion Teleos (l'Eone Perfetto), Bythos (greco per Profondità), Proarkhe (greco per Prima dell'Inizio), Arkhe (greco per Inizio). Questo primo essere è anch'esso un eone e contiene in sé un altro essere noto come Ennoia (greco per Pensiero), o Charis (greco per Grazia), o Sige (greco per Silenzio). L'essere perfetto, in seguito, concepisce il secondo ed il terzo eone: il maschio Caen (greco per Potere) e la femmina Akhana (Verità, Amore).
Nella tradizione gnostica, il nome Sophia è, assieme a quello di Cristo, attribuito all'ultima emanazione di Dio. Nella maggior parte, se non in tutte le versioni della religione gnostica, Sophia provoca un'instabilità nel Pleroma, contribuendo alla creazione della materia. Il dramma della redenzione di Sophia attraverso Cristo o il Logos è il dramma centrale dell'universo. 
Nei codici di Nag Hammadi, Sophia è la syzygy di Gesù Cristo (essendo stata coemanata con lui, forma un'unità con Cristo), ed è identificata nello Spirito Santo della Trinità. Nel testo Sull'Origine del Mondo, Sophia è dipinta come Colei che generò senza la sua controparte maschile. In questo modo venne originato il Demiurgo (Satana), ovvero il Dio ebraico Yahweh (anche noto come Yaldabaoth, Samael, o Rex Mundi per i Catari). Questa creatura, responsabile della creazione dell'universo materiale, non apparteneva al pleroma e non sarebbe mai dovuta esistere, poiché appunto Sophia la generò senza il suo syzygy Gesù Cristo, tentando di aprire una breccia nella barriera tra lei e l'inconoscibile Bythos. Nella creazione del mondo materiale ad opera del Demiurgo, però, Sophia riuscì ad infondere la sua Scintilla Divina (pneuma) nella materia, permeando dunque il creato della sua divinità (divinità dunque presente nel cosmo e quindi in tutte le forme di vita sotto forma di anima), e rovinando i piani del Demiurgo. Riaccendendo la scintilla divina che è in lui, infatti, l'uomo si risveglia dagli inganni del Demiurgo e del mondo materiale, e accede alla Verità oltre la realtà. Cristo giunse sulla terra proprio al fine di risvegliare negli uomini la loro divinità (la Sophia che è in loro), indicando all'umanità la via per raggiungere la gnosi ovvero il ritorno al pleroma.
Inoltre Sophia è dipinta anche come Colei che distruggerà Satana/Yaldabaoth/Yahweh e questo universo di materia con tutti i suoi Cieli. Più tardi, in Sull'Origine del Mondo, viene detto:
«Ella [Sophia] li getterà giù nell'abisso. Loro (gli arconti) saranno perduti a causa della loro cattiveria. Diverranno come vulcani e si consumeranno l'un l'altro finché non periranno per mano del primo genitore. Quando questi li avrà distrutti, si rivolgerà contro se stesso e si distruggerà finché non cesserà di esistere.
Ed i loro cieli precipiteranno uno sull'altro e le loro schiere saranno consumate dal fuoco. Anche i loro reami eterni saranno rovesciati. Ed il suo cielo precipiterà e si spezzerà in due. [...] essi precipiteranno nell'abisso, e l'abisso sarà rovesciato.
La luce vincerà sull'oscurità e sarà come qualcosa che mai fu prima».
Anche il Vangelo di Giuda, recentemente scoperto, tradotto e poi acquistato dalla National Geographic Society menziona gli eoni e parla degli insegnamenti di Gesù al loro riguardo. In un passo di tale Vangelo, Gesù deride i discepoli che pregano l'entità che loro credono essere il vero Dio, ma che è in realtà il malvagio Demiurgo.
Gli gnostici ofiti, o naaseni, veneravano il serpente perché, come narrato nel Genesi (3,1), era stato mandato da Sophia (o era lei stessa nelle sue sembianze) per indurre gli uomini a nutrirsi del frutto della conoscenza, al fine di infondere in loro la gnosis di cui avevano bisogno per svegliarsi dagli inganni del malvagio Demiurgo ed evolversi a Dio.

## Fonti
Sono pervenuti un certo numero di testi di gnosticismo cristiano. Fra questi di grande rilevanza fu il ritrovamento nel 1945 a Nag Hammadi, in Egitto, di una "biblioteca" gnostica in buone condizioni, composta di tredici codici, a loro volta comprendenti cinquantatré testi in traduzione copta, in precedenza sconosciuti; ad essi si è poi aggiunto il Vangelo di Giuda negli anni ottanta. 
Inoltre diversi Padri della Chiesa hanno descritto le dottrine dello gnosticismo cristiano con l'intento di criticarle e confutarle, come ad esempio lo scritto Adversus haereses ("Contro gli eretici") di Ireneo di Lione. Tenendo presente che si tratta ovviamente di avversari e di testi polemici, è possibile tuttavia ricavare ulteriori informazioni sulle credenze dello gnosticismo.

## Lo gnosticismo attuale
Lo gnosticismo è ancora oggi considerato un'eresia dalla Chiesa. Papa Francesco ha descritto ad esempio lo gnosticismo attuale all'inizio del secondo capitolo dell'esortazione apostolica Gaudete et exsultate.